# Tammorra
La tammorra è uno strumento musicale a percussione. È un  tamburo a cornice costituito da una membrana di pelle d'animale (quasi sempre capra o pecora) tesa su telaio circolare di legno, in genere quello dei setacci per la farina,  al quale sono fissati, a coppie, dischetti di latta detti cicere oppure cimbale ricavati dai barattoli usati per le conserve. Il suo diametro è in genere compreso tra i 35 e i 65 centimetri e l'altezza di circa 9 centimetri.

## Descrizione
Il telaio sopra il quale è stesa la pelle viene generalmente impugnato dal basso dalla mano sinistra, mentre la destra la percuote ritmicamente; il  modo di impugnare la tammorra è importante anche da un punto di vista rituale, accade, infatti, che quando lo strumento è impugnato con la mano sinistra e percosso con la destra si dice che viene suonato nella maniera maschile. All'opposto, invece, si dice che viene suonato nella maniera femminile e ciò perché il lato destro è identificato nelle antiche culture con l'idea dell'uomo, mentre il lato sinistro con l'idea della donna. L'inversione dell'impugnatura dello strumento indica  un rovesciamento dei segni del rituale. Dallo strumento deriva il nome di tammurriata o anche di canzone ncopp 'o tamburo, una forma musicale ed un ballo strettamente legati ai riti mariani pagani.
La tammorra non va confusa con il tamburello napoletano, di più piccole dimensioni. Il modello più diffuso di tammorra prevede 8 coppie di sonagli: due coppie vengono disposte singolarmente nella parte della cornice più vicina all'impugnatura, da un lato e dall'altro; le altre 3 coppie sono disposte in parallelo lungo il resto della cornice.
Si ricordano valenti costruttori/suonatori che si possono incontrare nei vari appuntamenti di musica popolare: Giuseppe Draicchio dei "Musici e Cantatori di Carpino", Antonio Esposito detto Tonino o stocco, Raffaele Inserra, Antonio 'O Lione Matrone, Davide Conte, Francesco Antonio Ambrosio, Angelo Cignale Giuliani, Nando Citarella, Antonio De Lucia dell'Arte della Tammorra. Particolari sono i tamburi a cornice di Gerardo Masciandaro e di Paolo Simonazzi. Valenti percussionisti utilizzano questo strumento in modo solistico o come accompagnamento alla sola voce, fra cui Alfio Antico.